# لي ماي
لي ماي (بالإنجليزية: Lee May)‏ هو لاعب كرة قاعدة أمريكي، ولد في 23 مارس 1943 في برمنغهام في الولايات المتحدة، وتوفي في 29 يوليو 2017 في سينسيناتي في الولايات المتحدة.

## وصلات خارجية
- لي ماي على موقع دوري كرة القاعدة الرئيسي (الإنجليزية)
- لي ماي على موقعبيزبول رفرنس.كوم (الدوري الرئيسي) (الإنجليزية)
- لي ماي على موقعبيزبول رفرنس.كوم (الدوري الثانوي) (الإنجليزية)
- لي ماي على موقع جمعية أبحاث البيسبول الأمريكية (الإنجليزية)
- لي ماي على موقع إي إس بي إن.كوم (أم.أل.بي) (الإنجليزية)